# Aarne Tarkas
Aarne Tarkas (bis 1947 Aarne Saastamoinen, * 19. Dezember 1923 in Pori; † 7. Oktober 1976 in Denia, Spanien) war ein finnischer Filmregisseur und Drehbuchautor.
Tarkas erhielt gleich für seinen ersten Film mit dem Drehbuchautor Matti Kassila den Jussi und gründete im Jahr darauf, 1952, die „Junior-Film“, mit der er erfolgreiche Filme, so z. B. Das weiße Rentier (Valkoinen peura), produzierte. Als produktiver Autor kam er auf bis zu fünf Filme pro Jahr; unter seinen rund 35 Drehbüchern waren auch Adaptionen von Edgar Rice Burroughs’ John-Carter-vom-Mars-Geschichten, denen er auch seinen Nachnamen entnahm.
Eine Reihe von jungen Schauspielern verdanken Tarkas erste Erfahrungen, da er sie in seinen Werken einsetzte, so Risto Mäkelä, Spede Pasanen oder Liana Kaarina. In den späten 1960er Jahren drehte Tarkas mit großem Erfolg auch für das Fernsehen, u. a. für „OY Mainos-TV Reklam AB“. Er starb mit 52 Jahren an einem Herzinfarkt.

## Filmografie (Auswahl)
- 1954: Villi pohjola
- 1959: An einem heißen Sommerabend (Nina ja Erik)
- 1961: Das Mädchen mit dem Hut (Tytto ja hattu)
- 1962: Unschuld im Doppelbett (Turkasen tenava)